# Pallacanestro Bellinzona
La Pallacanestro Bellinzona è una squadra di pallacanestro di Bellinzona, nel Canton Ticino. Gioca le sue partite in casa al Palasport di Bellinzona che ha una capienza di circa 4.000 spettatori.

## Storia
La società nasce nel 1948 e a livello maschile ha vissuto il suo massimo splendore a metà degli anni '90 quando sotto la guida di Joe Whelton vinse consecutivamente tre campionati e quattro Coppe Svizzere. 
Nel 1997 vi è stato il distacco dal settore maschile. Dopo questo periodo la società subisce un declino e nel 2005 comunica il ritiro della squadra militante in LNA. Nel 2012-13 la Pallacanestro Bellinzona riacquisisce un posto nella massima lega femminile disputando sei campionati consecutivi. Tuttavia la società viene costretta a ritirare la squadra per la stagione 2018-19 a causa della mancanza di giocatrici a disposizione. Nella stagione 2020-21, grazie anche alla collaborazione con la società italiana Minibasket e Basket Verbano, la società iscrive una squadra al campionato di NLB Women.

## Palmarès
- Campionato svizzero: 3

1992-93, 1993-94, 1994-95
- Coppe svizzere: 4

1992-93, 1993-94, 1994-95, 1995-96

## Settore giovanile
La Pallacanestro Bellinzona è conosciuta per il suo impegno nello sviluppo di un settore giovanile femminile. L'obbiettivo è quello di formare delle ragazze da portare nel campionato di massima lega.
Nella stagione 2020-21 ha iscritto una squadra per ogni seguente categoria: U9, U11, U13, U15 e U17.